# Xenosoma pericopinae
Xenosoma pericopinae là một loài bướm đêm thuộc phân họ Arctiinae, họ Erebidae.